# Școala de Aplicație pentru Forțele Aeriene „Aurel Vlaicu” din Boboc
Școala de Aplicație pentru Forțele Aeriene „Aurel Vlaicu” din Boboc este un liceu militar din România, având sediul în localitatea Boboc, comuna Cochirleanca, județul Buzău, înființată în perioada interbelică la Buzău, și mutată în 1940 pe aerodromul Ziliștea-Boboc.